# Leptomorphus bifasciatus
Leptomorphus bifasciatus is een muggensoort uit de familie van de paddenstoelmuggen (Mycetophilidae). De wetenschappelijke naam van de soort is voor het eerst geldig gepubliceerd in 1824 door Say.